# Sierra Grossa (Provincia de Valencia)
La Sierra Grossa (Serra Grossa en valenciano) es una larga y amplia sierra prebética de España, en la provincia de Valencia,  que actúa como barrera natural entre las comarcas del Valle de Albaida y la Costera. Al suroeste se encuentra la ciudad de Játiva, y la ciudad de Gandía marca su final.
Es considerable su extensión, aunque las alturas son más bien moderadas, con cumbres que no alcanzan los 1000 m. La cota más alta de la cordillera es el pico del Capurutxo (904 m s. n. m.), situado en el término de Fuente la Higuera.

## Situación geográfica
El comienzo de la sierra se encuentra en Fuente la Higuera, recorre el Valle de Albaida de forma paralela a la Serra de l'Ombria hasta llegar al macizo del Buixcarró-Mondúver (844 m s. n. m.), en la vecina comarca de la Safor. Tiene una subprolongación oriental, que se adentra en la comarca de la Ribera alta, donde se engloban las sierras de la Murta y la Casella, Les Agulles y la Sierra de Corbera, solapándose ahí, con el sistema Ibérico.

## Orografía
Sucesiones de cumbres y barrancos y el transcurrir del río Albaida que atraviesa la sierra por el Estrecho de las Aguas"(Bellús), son las principales características geomorfológicas.

## Hidrogeología
La cordillera de la sierra Grossa, es de una marcada naturaleza kárstica, con fuerte predominio de suelos calizos con dolomías, albergando un importantísimo acuífero de 350 km², con unos 60 km de longitud y con una anchura máxima de 15 km, aflorando la mayoría de surgencias importantes en la zona final de la cordillera, situadas en la comarca de La Safor.

### Zona húmeda protegida del Bosquet de Moixent
Existe una figura de protección especial por parte de la Generalidad Valenciana para las zonas húmedas importantes, y en la sierra Grossa se encuentra representada con el peculiar paraje de la presa del Bosquet de Moixent.

## Fauna y flora
La vegetación se encuentra muy degradada a causa de los incendios forestales y aún se pueden apreciar muestras de la misma, en su estado más natural y primario, en las zonas "dels Alforins" y "Pinet", pese a esto, aún persisten áreas de gran interés botánico y faunístico, conservadas en unas 32 zonas a lo largo y ancho de la cordillera, con las figuras de protección legal de Microrreserva de flora (17), paraje natural municipal (6), LIC (6) y ZEC (3). En la sierra Grossa se albergan además, junto a las del Parque natural de la Sierra Calderona, las únicas manchas de alcornoque detectadas, hasta la fecha, en la provincia de Valencia, con unidades residuales en Játiva, Simat de Valldigna y Bárig, coronadas por la mayor y más destacada de todas, situada entre las poblaciones de Pinet-Luchente y conocida como el Surar de Pinet, declarado como paraje natural municipal por este hecho y donde se albergan también dos de las 17 microrreservas de flora declaradas.
Como fauna autóctona destacan, el halcón peregrino, búho real, cernícalo vulgar, pito real, cárabo común y la ardilla roja, que tiene una buena representación en la zona, los carnívoros están presentes con el zorro, tejón, garduña, comadreja, gineta y muy escasamente el gato montés; en cuanto a ungulados, la cabra montés y el jabalí son los máximos representantes.

## Microrreservas de flora
Microrreserva El Xocolater
Microrreserva Barranc del Comediant
Microrreserva de Flora del Capurutxo
Microrreserva de Flora de la Serra del Castell de Xàtiva
Microrreserva de Flora de la Serra de la Creu
Microrreserva de Flora del Pla de Mora
Microrreserva de Flora Casa dels Garcies
Microrreserva de Flora Els Miradors
Microrreserva de Flora del Pla de Junquera
Microrreserva de Flora de la Cova de les Rates
Microrreserva de Flora de la Ombria del Buixcarró
Microrreserva de Flora del Barranc de Manesa
Microrreserva de Flora dels Alts de la Drova
Microrreserva de Flora de la Font del Cirer
Microrreserva de Flora del Cim del Montdúver
Microrreserva de Flora de la Marjal dels Borrons
Microrreserva Pla dels Tramussos

### Altramuz silvestre valenciano, Lupinus mariae-josephae
Lupinus mariae-josephae merece una mención especial, con el redescubrimiento de esta amenazadisíma especie, que se consideraba prácticamente extinta, donde se encontraron dos importantisímas poblaciones de este Altramuz endémico en la Serra Grossa; una protegida ya, en la Microrreserva Pla dels Tramussos, y la otra, conocida con similar denominación, Pla Dels Tramussars en Játiva, que está en vías de serlo.

## Parajes Naturales Municipales
PNM El Surar de Pinet
PNM de la Cova Negra-Estret de les Aigues
PNM del Parpalló-Borrell
PNM del Río de Barcheta
PNM de la Sierra de Cuatretonda
PNM Els 5 Germans

## Red Natura 2000
Dentro de esta denominación, encontraremos las figuras conservacionistas de LIC, ZEC y ZEPA, los parámetros de la Red Natura 2000 dicen que es indispensable, que, para que una zona sea reconocida como ZEC, previamente haya sido reconocida como LIC, por lo tanto, de las seis zonas LIC existentes, tres también son elevadas a este rango de protección, dadas sus especiales condiciones para la conservación de la biodiversidad, se declararon también ZEC.  En la Serra Grossa encontraremos:

LIC de la Serra del Castell de Játiva
LIC de les Serres del Montduvér i la Marxuquera
LIC Del Curs Mitjà del Riu Albaida
LIC y ZEC La Cova Xurra
LIC y ZEC Cova de les Rates penades
LIC y ZEC Túnel de Canals